# Несино
Не́сино (бел. Не́сіна) — озеро в Лепельском районе Витебской области, в бассейне реки Лукомка (бассейн Туровлянки).

## Описание
Озеро расположено в 22 км к северо-востоку от города Лепель. На северном берегу озера находится деревня Несино, рядом с которой проходит автомагистраль М3. В северную часть озера впадает ручей. Восточнее озера лежат заболоченные торфяники. Сток из озера осуществляется через мелиорационную канаву, ведущую через торфяники в небольшое озеро Луконица, из которого вытекает река Лукомка, впадающая в озеро Роговское, бассейн Туровлянки. Кроме того, к южной части водоёма приходит длинная узкая протока, вторым концом связанная с озером Заружань.
Площадь поверхности озера составляет 0,53 км², длина — 2,03 км, наибольшая ширина — 0,35 км. Длина береговой линии — 4,87 км. Наибольшая глубина озера Несино достигает 4,8 м, средняя — 2,8 м. Площадь водосбора — 15,4 км², объём воды — 1,47 млн м³.
Озеро Несино расположено в котловине лощинного типа и имеет вытянутую с северо-запада на юго-восток форму. На озере три небольших острова: два в северной части и один в южной, общей площадью 0,6 га.
Склоны котловины высотой 5—7 м, преимущественно пологие, суглинистые, распаханные. Юго-западный и северо-западный склоны 13—16 м высотой, крутые, поросшие кустарником. Береговая линия относительно ровная. Берега высотой до 0,2 м, песчаные. Северо-западный берег сливается со склонами котловины.
Подводная часть озёрной котловины имеет корытообразную форму. 21 % площади озера характеризуется глубиной до 2 м. Мелководье песчаное, с глубины 2 метра дно илистое.
Минерализация воды составляет 260—270 мг/л, прозрачность — 1,1 м. Озеро эвтрофное, слабопроточное.
Озеро зарастает надводной растительностью до глубины 2,6 м. Ширина полосы растительности достигает 20 м.
В воде обитают лещ, щука, окунь, плотва, краснопёрка, густера, уклейка. Озеро зарыблялось сазаном, серебряным карасём, речным угрём.